# Okawango Wschodnie
Okawango Wschodnie (ang. Kavango East) – jeden z 14 regionów administracyjnych Namibii, ze stolicą w Rundu. Powstał w 2013 w wyniku podziału regionu Kavango.

## Granice regionu
Region graniczy od północy z Angolą, od południowego wschodu z Botswaną, od wschodu z regionem Zambezi, od zachodu z regionem Okawango Zachodnie, a od południowego zachodu z regionem Otjozondjupa.

## Podział administracyjny
Okawango Wschodnie dzieli się na sześć okręgów: Mashare, Mukwe, Ndiyona, Ndonga Linena, Rundu Rural, oraz Rundu Urban.